# Acoustic in Brugge
Albums de The Stranglers
Coast to Coast: Live on Tour
(2005)
Acoustic in Brugge est un album enregistré lors d'un concert semi-acoustique donné par The Stranglers le 23 novembre 2007 au Stadsschouwburg Cultuurecentrum de Bruges en Belgique. Cet album était déjà sorti en 2008 sous le titre The Meninblack in Brugge mais n'était disponible que par l'intermédiaire du site internet des Stranglers.

## Liste des titres
1. Waltzinblack
2. Instead of This
3. Dutch Moon
4. European Female
5. Princess of the Streets
6. Strange Little Girl
7. Always the Sun
8. In the End
9. English Towns
10. Southern Mountains
11. Spectre of Love
12. Don't Bring Harry
13. Cruel Garden
14. Never to Look Back
15. Northwinds
16. I Hate You
17. Long Black Veil
18. Old Codger
19. Sanfte Kuss

## Musiciens additionnels
- Neil Sparkes, percussions, chœurs
- John MacMillan, accordéon sur Waltzinblack